# Amphixystis heteroclina
Amphixystis heteroclina är en fjärilsart som beskrevs av Edward Meyrick 1915. Amphixystis heteroclina ingår i släktet Amphixystis och familjen äkta malar.
Artens utbredningsområde är Sri Lanka. Inga underarter finns listade i Catalogue of Life.